# 행정명령 11246호
행정명령 11246호(영어: Executive Order 11246)는 린든 B. 존슨 대통령이 서명한 미국 연방 정부 제2조 지부의 행정명령으로, 1965년부터 2025년까지 연방 정부의 고용 및 채용에 있어 비차별적 관행과 적극적 우대조치를 규정하였다.
이 행정 조치는 1965년 9월 24일 린든 B. 존슨 대통령이 서명하여 미국 정부 계약업체의 고용 및 채용에 있어 비차별적 관행에 대한 요건을 확립하였다. 개정된 바에 따르면, "일반적으로 10,000달러를 초과하는 계약을 맺은 연방 계약업체 및 하도급업체와 연방 지원 건설 계약업체 및 하도급업체가 인종, 피부색, 종교, 성별 또는 출신 국가를 근거로 고용 결정에서 차별하는 것을 금지하였다." 또한 계약업체는 "지원자가 고용되고, 고용 기간 동안 직원이 인종, 신조, 피부색 또는 출신 국가와 관계없이 대우받도록 적극적 조치를 취할 것"을 요구하였다. 적극적 우대조치라는 문구는 1961년 행정명령 10925호에서 이전에 등장하였다.
이 행정명령은 2025년 1월 21일 도널드 트럼프 대통령에 의해 폐지되었다.

## 배경
행정명령 11246호(EO 11246)는 1953년 8월 13일 드와이트 D. 아이젠하워 대통령이 서명한 행정명령 10479호의 후속 조치로, 이는 1941년 프랭클린 D. 루스벨트 대통령이 발효한 유사한 행정명령 8802호에 기반을 둔 정부 계약 위원회의 차별 금지 위원회를 설립하였다. 아이젠하워의 행정명령은 최소 6개의 행정명령에 의해 개정되고 업데이트되었다. 이는 위법 행위가 예비적으로 발견되었을 때만 조직이 관행을 문서화하도록 요구하는 1964년 민권법의 요건과 상당히 달랐다. 이 행정명령은 대상 기업이 요청 시 고용 및 채용 관행에 대한 문서를 유지하고 제공하도록 요구하였다.
행정명령 11246호는 또한 51명 이상의 직원을 고용하고 50,000달러 이상의 계약을 맺은 계약업체가 직무 분석 결과 소수 민족과 여성이 과소 대표되는 것으로 나타날 경우(즉, 해당 직위를 맡을 자격을 갖춘 소수 민족과 여성의 수에 비해 소수 민족과 여성이 적은 경우) 직장 내 소수 민족과 여성의 참여를 늘리기 위한 적극적 우대 조치 계획을 시행하도록 요구하였다. 연방 규정은 적극적 우대 조치 계획에 균등 고용 기회 정책 성명서, 현재 인력에 대한 분석, 과소 대표된 영역 식별, 고용 기회를 늘리기 위한 합리적이고 유연한 목표 및 일정 설정, 문제 영역을 해결하기 위한 특정 행동 중심 프로그램, 지역 사회 활동 프로그램 지원, 그리고 내부 감사 및 보고 시스템 구축을 포함하도록 요구한다.
이 명령은 민간 산업과의 계약에서 차별 금지 조항을 시행할 책임을 노동부에 부여했다. 명령 준수를 위한 세부 규정은 1969년 리처드 닉슨 행정부가 적극적 우대 조치를 민권 전략의 일부로 삼았을 때까지 발효되지 않았다.
1971년, 제3연방항소법원의 세 명의 판사로 구성된 패널은 1970년 1월 동부 펜실베이니아 계약자 협회가 닉슨 행정부의 필라델피아 플랜으로 알려진 시행에 이의를 제기한 사건에서 행정명령 11246호의 유효성을 확정했다. 1971년 4월, 법원은 대통령의 헌법적 권한을 넘어선다는 주장, 1964년 민권법의 제6조 및 제7조와 모순된다는 주장, 그리고 전국노동관계법과 모순된다는 주장을 포함하여 명령에 대한 수많은 이의 제기를 기각했다. 미국 연방 대법원은 10월에 동부 펜실베이니아 계약자 협회 대 노동부 장관 사건에 대한 심리를 거부했다.
1986년, 로널드 레이건 행정부는 행정명령의 적극적 우대조치 요건에 반대하여 고용주가 "할당량, 목표 또는 기타 수치적 목표, 또는 인종, 피부색, 종교, 성별 또는 출신 국가를 근거로 어떤 사람을 차별하거나 특혜를 부여하는 어떤 계획, 장치 또는 기술"을 사용하는 것을 금지하도록 수정하는 것을 고려했다. 이 변경은 의회에서 거부권 행사를 무효화할 수 있는 압도적인 다수로 행정명령 11246호를 법으로 제정하겠다고 위협하는 초당적 반대에 부딪혀 발효되지 않았다.

## 개정
1967년 10월 13일, 린든 B. 존슨 대통령의 행정명령 11375호는 행정명령 11246호를 개정하여 차별 금지 조항에 "성별" 범주를 추가했다.
2014년 7월 21일, 버락 오바마 대통령의 행정명령 13672호는 린든 B. 존슨 대통령의 행정명령 11246호와 리처드 M. 닉슨 대통령의 행정명령 11478호를 개정하여 "성적 지향"을 "성적 지향, 성 정체성"으로 변경했다.

## 폐지
2025년 1월 21일, 도널드 트럼프 대통령은 1965년 린든 B. 존슨 대통령이 서명했던 행정명령 11246호를 폐지했다. 이 명령은 연방 계약업체가 인종, 피부색, 종교, 성별, 성적 지향, 성 정체성 또는 출신 국가를 기반으로 고용 차별에 참여하는 것을 금지했다. 또한 균등 고용 기회를 증진하기 위한 적극적 우대 조치 프로그램을 의무화했다.
트럼프 행정부는 이번 폐지를 연방 정부 및 계약업체 내의 "급진적이고 낭비적인" 다양성, 형평성, 포괄성(DEI) 프로그램을 제거하기 위한 필요한 조치로 규정했다. 이는 행정명령의 요구 사항이 "특혜 대우"를 조장하고 성과 기반 채용 관행에서 벗어났다고 주장했다.

### 영향
트럼프 행정부는 행정명령 11246호 폐지의 근거로 성과 기반 채용 관행에 대한 의지를 강조했다. 관계자들은 고용 결정이 인구 통계적 요소나 적극적 우대 조치 요건보다는 개인의 자격, 기술 및 직무 성과를 우선시해야 한다고 주장했다. 이 이니셔티브와 함께 연방 채용 절차 개혁을 의무화하는 행정명령이 발효되었으며, 역량 기반 평가에 중점을 두고 다양성, 형평성 및 포괄성(DEI) 프로그램과 관련된 고려 사항을 제거하도록 했다.
비평가들은 이러한 접근 방식이 직장 내 다양성을 감소시키고 시스템적 차별을 해결하지 못할 수 있다고 주장하는 반면, 지지자들은 개인의 성과에만 초점을 맞춤으로써 공정성과 효율성을 보장한다고 주장했다.
행정명령 11246호의 폐지는 연방 계약업체가 직장 다양성 증진을 목표로 하는 적극적 우대 조치 프로그램을 수립할 의무를 제거했다. 시민권 옹호자들은 이번 결정이 균등 고용 기회를 증진하고 시스템적 차별을 해결하는 데 있어 수십 년간의 진전을 약화시킬 수 있다고 비판했다.
폐지에도 불구하고, 1964년 민권법 제7장에 따라 고용 차별에 대한 보호는 여전히 유지된다. 제7장은 연방 계약업체를 포함하여 15명 이상의 직원을 둔 직장에서 인종, 피부색, 종교, 성별 및 출신 국가를 기반으로 한 차별을 금지한다. 이러한 조항은 미국에서 고용 차별에 대항하는 주요 법적 틀 역할을 한다.
민권법이 강력한 차별 금지 보호를 제공하지만, 폐지에 대한 비판론자들은 적극적 우대 조치 요구 사항의 부재가 채용 및 직장 다양성의 불균형을 해결하기 위한 사전 예방적 조치를 감소시킬 수 있다고 주장한다.

## 같이 보기
- 행정명령 (미국)